# چرخ‌ریسک‌های سرآبی
چرخ‌ریسک‌های سرآبی (نام علمی: Cyanistes) یک سرده از پرندگان تیرهٔ چرخ‌ریسکان است. این سرده زمانی به عنوان زیرسرده‌ای از سردهٔ چرخ‌ریسک‌های نمادین (Parus) در نظر گرفته می‌شد. در سال ۲۰۰۵ مقاله‌ای که یک مطالعه تبارزایی مولکولی را توصیف می‌کرد که توالی‌های دی‌ان‌ای میتوکندریایی را از اعضای خانواده چرخ‌ریسک مورد بررسی قرار داده بود، پیشنهاد کرد که تعدادی از زیرسرده‌ها از جمله چرخ‌ریسک‌های سرآبی به وضعیت سرده ارتقا یابند. این پیشنهاد توسط اتحادیه بین‌المللی پرنده‌شناسان و اتحادیه پرنده‌شناسان بریتانیا پذیرفته شد.

## گونه‌ها
این سرده دارای سه گونه است:
| تصویر | نام علمی             | نام رایج               | پراکندگی                                              |
| ----- | -------------------- | ---------------------- | ----------------------------------------------------- |
|       | Cyanistes caeruleus  | تیپ آبی اوراسیایی      | اروپا                                                 |
|       | Cyanistes teneriffae | چرخ‌ریسک سرآبی آفریقایی | شمال آفریقا و جزایر قناری                             |
|       | Cyanistes cyanus     | چرخ‌ریسک لاجوردی        | روسیه و آسیای مرکزی و شمال غربی چین، منچوری و پاکستان |